# 湯姆·巴漢弗-瓊斯
湯姆·巴漢弗-瓊斯（英語：Tom Baehr-Jones，1980年1月15日—），生於紐約布魯克林，研究并供职于納米光子學的美國物理學家。他的研究成果发表于自然杂志、自然光子学杂志、自然材料学杂志，電機及電子學工程師聯合會/ OSA的光波技術雜誌和光學快報等其他学术刊物上。巴漢弗瓊斯是Luxtera公司的创始人之一，目前他在华盛顿大学Michael Hochberg带领的纳米光子学研究小组中做科研工作。
汤姆 巴汗弗 琼斯，在加州工业大学学习，并于2002年获得物理学学士学位，2005年获得应用物理学硕士学位，2006年获得应用物理学博士学位，现在他在华盛顿大学纳米光子学研究室做科研工作，他的研究方向包括计算物理学，设计并建造非线性集成光学设备。